# Popondetta
Popondetta är ett släkte av tvåvingar. Popondetta ingår i familjen hoppflugor.
Kladogram enligt Catalogue of Life:
| Popondetta | \| \| Popondetta kurandensis \| \| \| \| \| \| Popondetta vittigera \| \| \| \| |
|            | \| \| Popondetta kurandensis \| \| \| \| \| \| Popondetta vittigera \| \| \| \| |
|            | Popondetta kurandensis                                                          |
|            |                                                                                 |
|            | Popondetta vittigera                                                            |
|            |                                                                                 |